# FC Aarau
Fussballclub Aarau 1902 – szwajcarski klub piłkarski z miasta Aarau.

## Osiągnięcia
- Mistrzostwo: 1912, 1914, 1993
- Puchar Szwajcarii: 1985
- Puchar Ligi szwajcarskiej: 1982

## Europejskie puchary
Legenda do wszystkich tabel:
- Q – runda eliminacyjna, 1/16, 1/8, 1/4, 1/2 – odpowiednia faza rozgrywek, Grupa – runda grupowa, 1r gr – pierwsza runda grupowa, 2r gr – druga runda grupowa, F – finał, R – runda, PO – play-off
- k. – rzuty karne, los. – losowanie, Dogr. – dogrywka, w. – zasada bramek strzelonych na wyjeździe

| Sezon   | Rozgrywki                 | Runda   | Przeciwnik          | Dom            | Wyjazd         | Ogólnie        |
| ------- | ------------------------- | ------- | ------------------- | -------------- | -------------- | -------------- |
| 1985/86 | Puchar Zdobywców Pucharów | 1R      | Crvena zvezda       | 2–2            | 0–2            | 2–4            |
| 1988/89 | Puchar UEFA               | 1R      | Lokomotive Leipzig  | 0–3            | 0–4            | 0–7            |
| 1993/94 | Liga Mistrzów             | Q       | Omonia Nikozja      | 2–0            | 1–2            | 3–2            |
| 1993/94 | Liga Mistrzów             | 1R      | A.C. Milan          | 0–1            | 0–0            | 0–1            |
| 1994/95 | Puchar UEFA               | Q       | Mura 05             | 1–0            | 1–0            | 2–0            |
| 1994/95 | Puchar UEFA               | 1R      | CS Marítimo         | 0–0            | 0–1            | 0–1            |
| 1995    | Puchar Intertoto          | Grupa 3 | Tromsø IL           | 2–2            |                | 1. miejsce     |
| 1995    | Puchar Intertoto          | Grupa 3 | Germinal Ekeren     |                | 3–3            | 1. miejsce     |
| 1995    | Puchar Intertoto          | Grupa 3 | HB Tórshavn         | 6–1            |                | 1. miejsce     |
| 1995    | Puchar Intertoto          | Grupa 3 | Universitatea Kluż  |                | 3–2            | 1. miejsce     |
| 1995    | Puchar Intertoto          | 1/8     | Karlsruher SC       | 1–2 (D), Dogr. | 1–2 (D), Dogr. | 1–2 (D), Dogr. |
| 1996/97 | Puchar UEFA               | 2Q      | Lantana             | 4–0            | 0–2            | 4–2            |
| 1996/97 | Puchar UEFA               | 1R      | Brøndby IF          | 0–2            | 0–5            | 0–7            |
| 1997    | Puchar Intertoto          | Grupa 4 | Standard Liège      |                | 0–0            | 5. miejsce     |
| 1997    | Puchar Intertoto          | Grupa 4 | Maccabi Petah Tikwa | 0–1            |                | 5. miejsce     |
| 1997    | Puchar Intertoto          | Grupa 4 | 1. FC Köln          |                | 0–3            | 5. miejsce     |
| 1997    | Puchar Intertoto          | Grupa 4 | Cork City           | 0–0            |                | 5. miejsce     |